# Александр (архієпископ Константинопольський)
Александр (грец. Αλέξανδρος, між 237/244 — 337 Константинополь) — єпископ Візантію і архієпископ Константинополя, борець з аріанством, чудотворець. В часи його єпископату місто Візантій (грец. Βυζάντιον) було перейменовано на Константинополь.
У 73-річному віці очолив Візантійський єпископат. Навертав до християнства язичників.
Якось під час диспуту між християнськими богословами і поганськими філософами Александр запропонував язичникам вибрати з-поміж себе найученішого мужа. Коли той почав говорити, Александр раптом звелів йому: «В ім'я Ісуса Христа наказую тобі замовкнути!». Після цих слів філософ не зміг промовити ні слова, аж поки Александр дозволив йому говорити. Представник патріарха Александра брав участь у Вселенському соборі 325 року в Нікеї.
Помер 340 року.
Разом з св. Александром, 12 вересня церква згадує в церковній богослужінні також двох інших патріархів — Івана ІІІ та Павла IV.